# Rhindpapyrusen

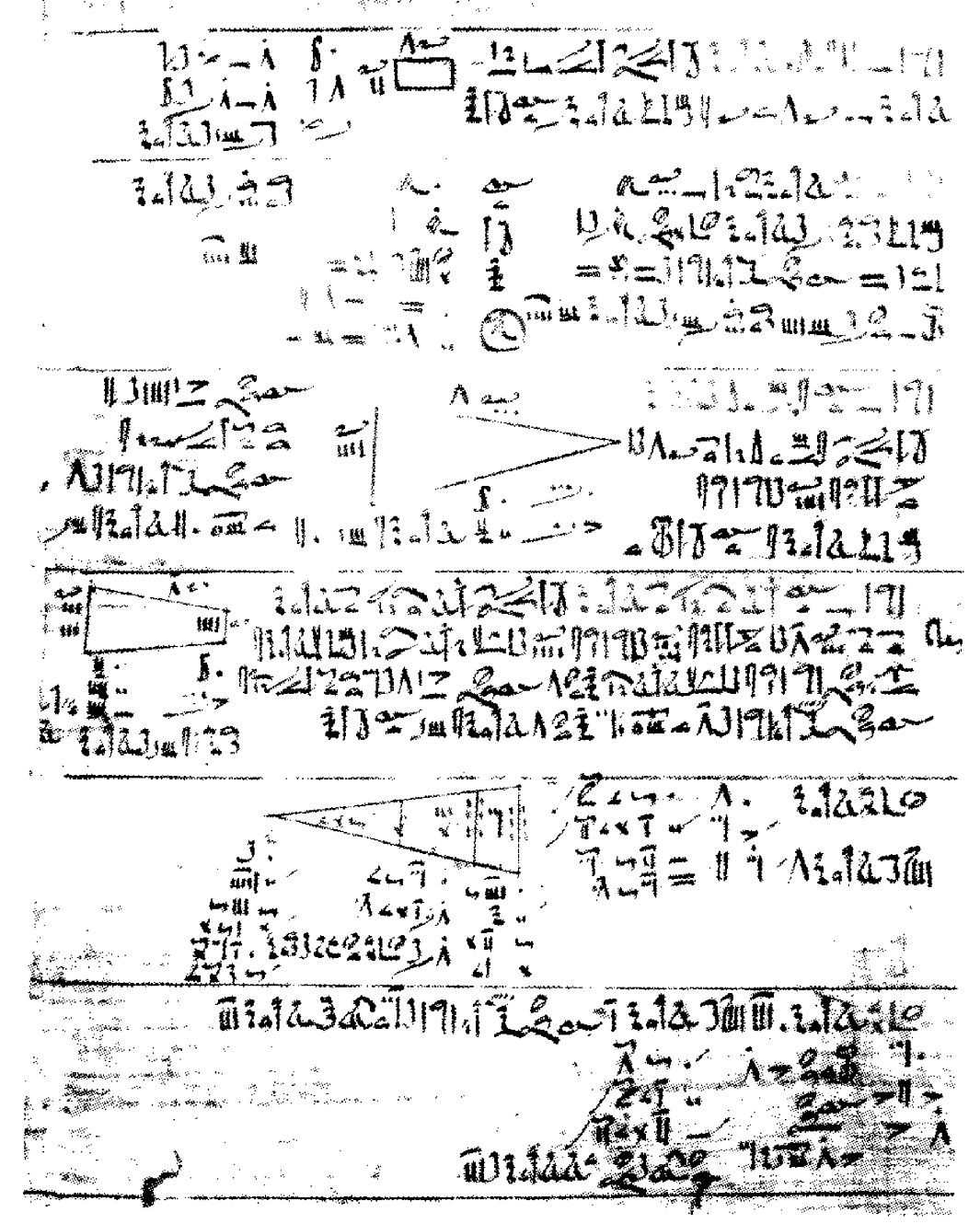

Rhindpapyrusen, en 33 cm bred och drygt 5 meter lång papyrusrulle, namngiven efter den skotske antikvarien Alexander Henry Rhind som inköpte den 1858. Den är kopierad från den egyptiske skrivaren Ahmes (eller Ahmo'se) år 1600 f.Kr. Texten avser att vara en praktisk handbok i egyptisk matematik. Merparten av verket förvaras f.n. på British Museum förutom några små fragment som finns på Brooklyn Museum i New York, USA.
Tillsammans med Moskva-papyrusen (ca 1850 f.Kr.) utgör manuskripten några av de äldsta bevarade texter om matematik.
En artikel på svenska om papyrusens matematiska innehåll finns i band 1 av antologin SIGMA: En matematikens kulturhistoria (eng. red. James R. Newman) (svensk red. Tord Hall, 1959, flera upplagor).